# Nové Město na Moravě
Nové Město na Moravě je mesto v Visočinskem okraju v osrednji Češki. Mesto ima približno 10.000 prebivalcev.

## Gospodarstvo
Med pomembnejše sektorje spadajo proizvodnja smučarske opreme podjetja Sporten, proizvodnja medicinskih pripomočkov podjetja Medin ter proizvodnja brezžičnih komunikacijskih modemov podjetja Racom.

## Šport
Mesto je pomembno češko zimsko športno središče, ki je gostilo svetovno prvenstvo v biatlonu 2013. Od sezone 2011–12 se tu redno odvijajo tudi tekme za svetovni pokal.
Mesto organizira tudi gorske kolesarske dirke in tekme v smučarskih tekih.

## Znani prebivalci
- Josef Vratislav Monse (1733–1793), zgodovinar
- Jan Štursa (1880–1925), kipar
- Oldřich Blažíček (1887–1953), slikar
- Jaromír Nečas (1888–1945), politik
- Vincenc Makovský (1900–1966), kipar
- František Balvín (1915–2003), smučarski tekač
- Miroslava Němcová (*1952), političarka
- Vladimír Havlík (*1959), slikar
- Ivo Strejček (*1962), politik
- Radek Jaroš (*1964), alpinist in pisatelj
- Ivana Zemanová (*1965), prva dama Češke, žena predsednika Miloša Zemana
- Martin Koukal (*1978), smučarski tekač
- Eva Vítečková (*1982), košarkašica
- Martina Sáblíková (*1987), hitrostna drsalka
- Martin Nečas (*1999), hokejist